# 空鞘橋

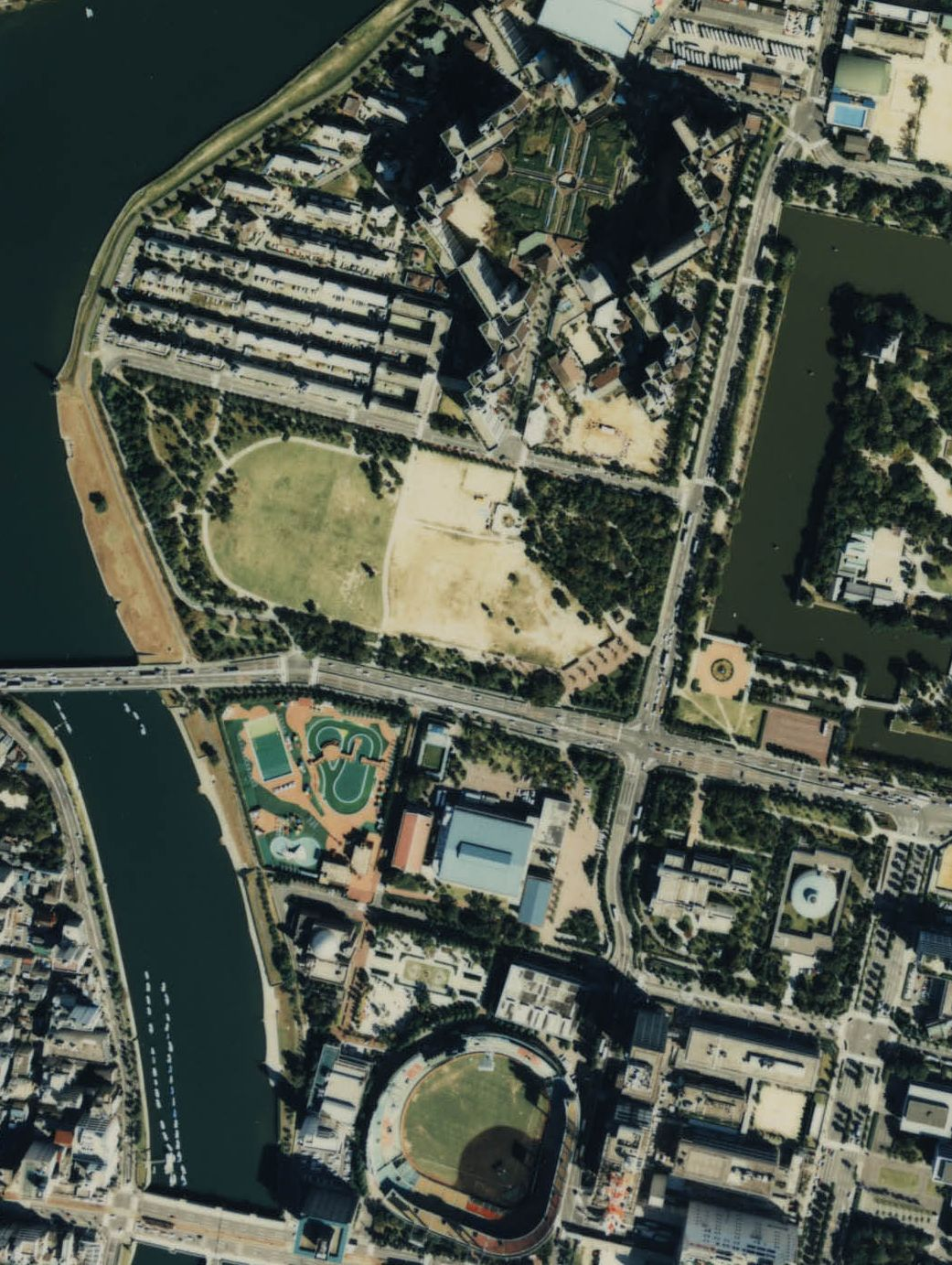
1988年広島市中央公園周辺。中央左が空鞘橋。

空鞘橋（そらざやばし）は、広島県広島市の旧太田川（本川）に架かる道路橋。

## 概要
広島市中央公園の西側にある橋。
橋の東には中央公園や広島城・広島県庁舎など広島の中心街、西に行くと国道183号（旧・国道54号）筋、さらに西の中広大橋を渡っていくと、広島高速4号線（西風新都線）の中広出入口にたどり着く。
上流に天満川との分流点、下流に広島電鉄本線が通る相生橋が架かる。
橋名の「空鞘」は右岸側下流にある空鞘稲荷神社に由来する。藩政時代から大正時代まで、神社の前から対岸を結ぶ渡し場があった。1968年（昭和43年）から始まった基町地区再開発事業に伴い、1970年（昭和45年）7月に開通した。
また、1979年（昭和54年）からこの橋付近の左岸側護岸が整備され、大きく育った「ポップラ」（ポプラの愛称）をシンボルに、川の街・広島を代表する景観となっていた。そのポップラも2008年（平成20年）、枯死に伴い伐採されている。
地元では、橋の上流の中州に、宗派の違うお寺が並んでおり、寺に参るときの目印となっている。

## 諸元
- 路線名：広島市道中広宇品線（城南通り）
- 橋長：125m
- 幅員：18m
- 上部工：3径間連続鈑桁橋
- 下部工：RC逆T式橋台2基、RCラーメン橋脚2基
- 基礎工：杭基礎

## ギャラリー

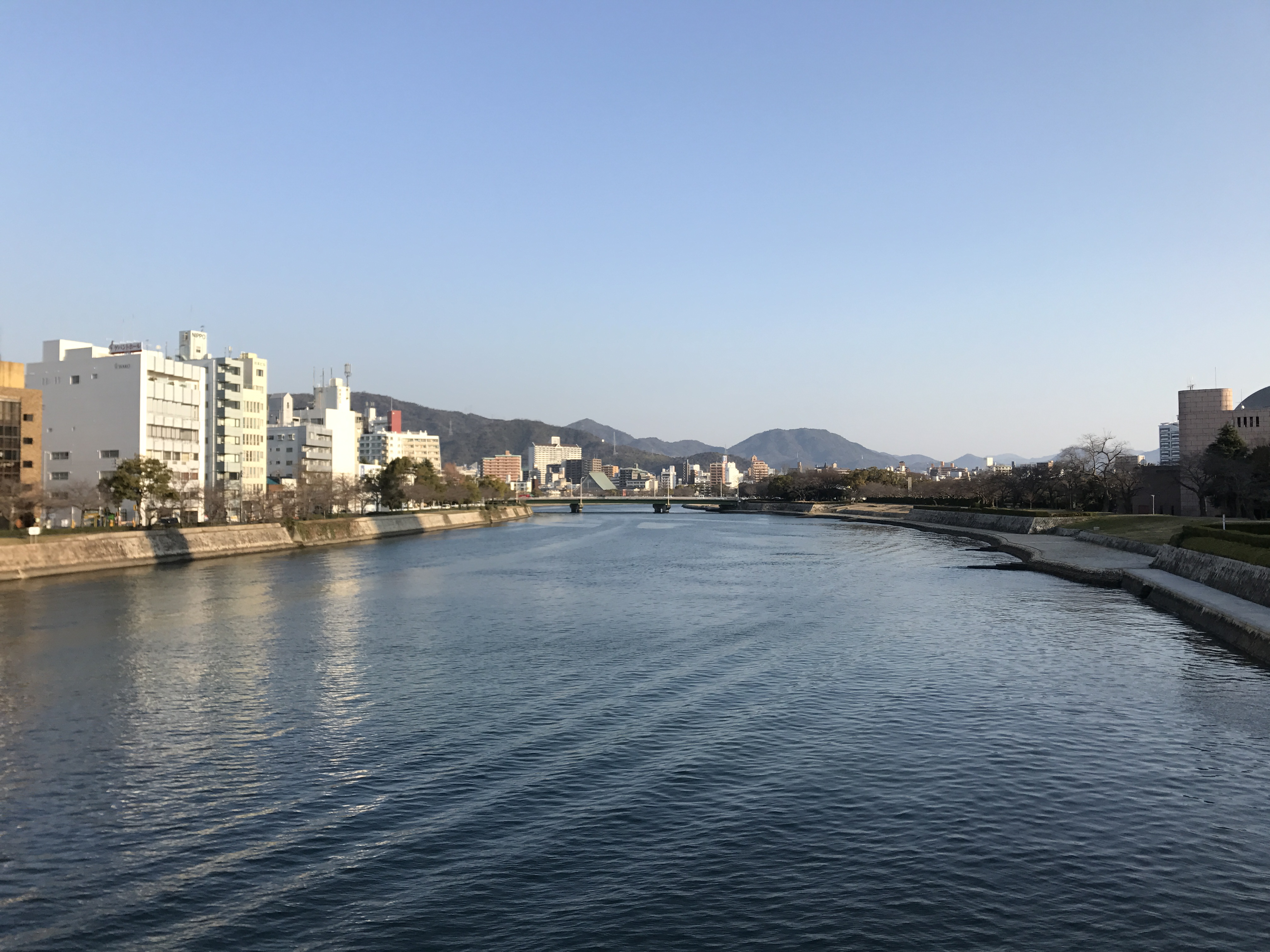
相生橋より
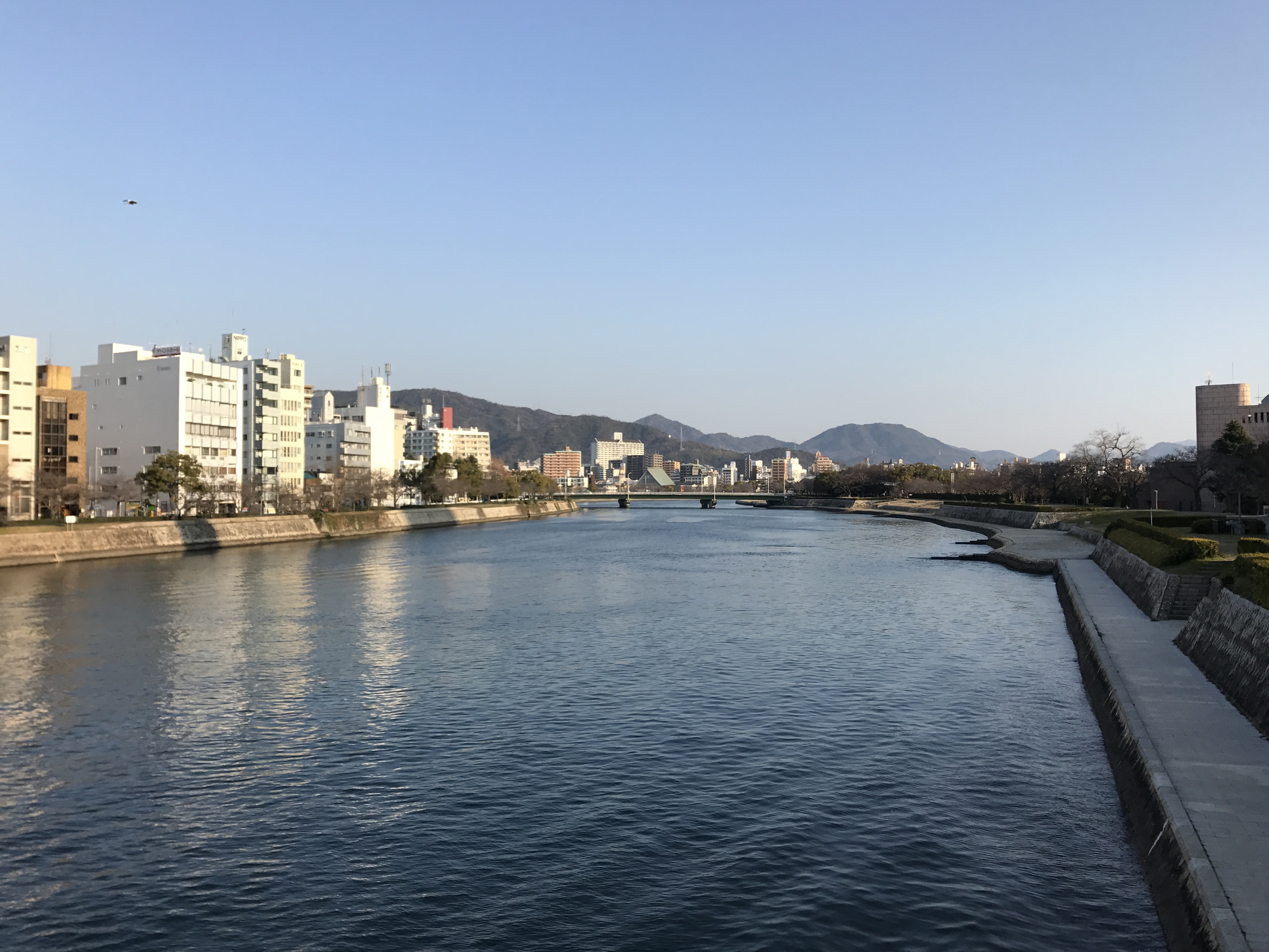
相生橋より